# علی رحیمه
علی رحیمه (عربی: علي حسين رحيمة المطيري؛ زاده ۸ اوت ۱۹۸۵) یک بازیکن فوتبال اهل عراق است.
وی همچنین در تیم ملی فوتبال عراق بازی کرده‌است.
در روز بیست اردیبهشت نود و شش سایت خبری معتبر قطری (الشرق) از توافق وی با باشگاه پرسپولیس تهران خبر داد و نوشت که او پس از ۷ سال بازی در تیم الوکره می‌خواهد از این تیم به تیم پرسپولیس برود.